# Syrian Arab Airlines
Syrian Arab Airlines (مؤسسة الطيران العربية السورية), ou Syrianair (السورية) est la compagnie aérienne nationale de la Syrie, basée à Damas. Elle exploite des lignes régulières vers plus de 40 destinations en Asie, Moyen-Orient, Europe et Afrique du Nord, ainsi que des lignes intérieures. Sa base principale est l'Aéroport international de Damas.
Syrian Arab Airlines est un membre de la Arab Air Carriers Organization.

## Histoire
La compagnie aérienne a été créée par le gouvernement syrien en octobre 1961 pour succéder à Syrian Airways, créée en 1946. La nouvelle Syrian Arab Airlines a repris les routes auparavant contrôlées par Syrian Airways et United Arab Airlines. Cette dernière avait été une compagnie éphémère formée par la fusion de la Syrian Airways et Misrair en janvier 1961 au cours de l'union entre la Syrie et l'Égypte.

Syrian Arab Airlines a commencé ses opérations avec trois Douglas DC-6, deux Douglas DC-4 et trois Douglas DC-3, desservant à la fois les lignes intérieures et internationales, vers l'est. En été 1963, Syrianair commence son expansion vers l'ouest, vers Rome et Munich, puis Londres et Paris. La Caravelle rejoint la flotte en octobre 1965. En 1976, la compagnie acquiert un Boeing 727-200 et un 747SP.

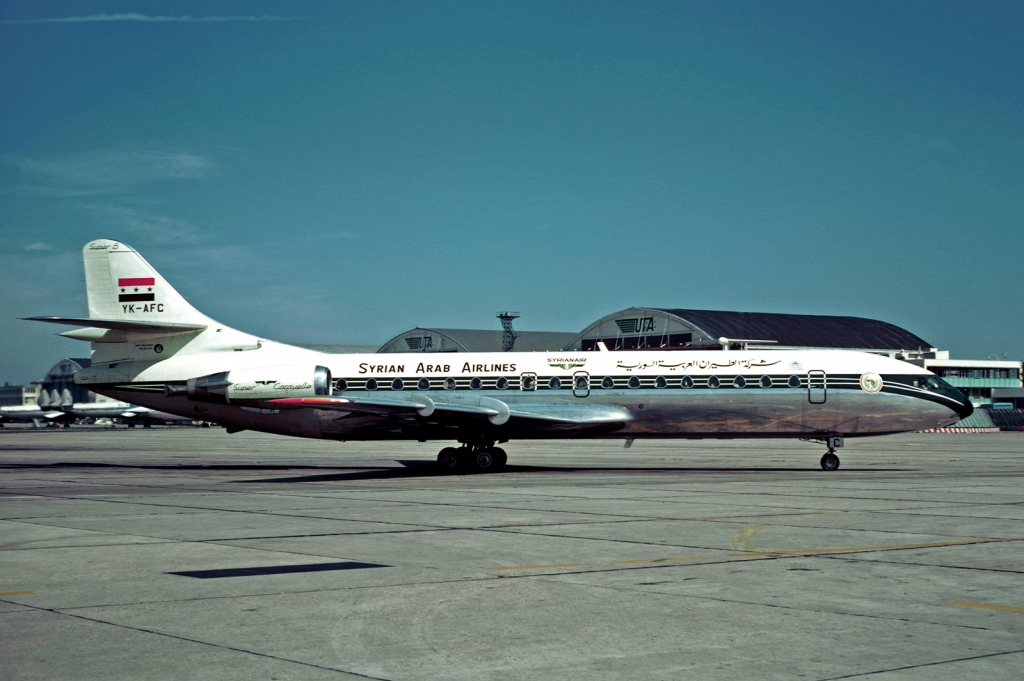
Caravelle
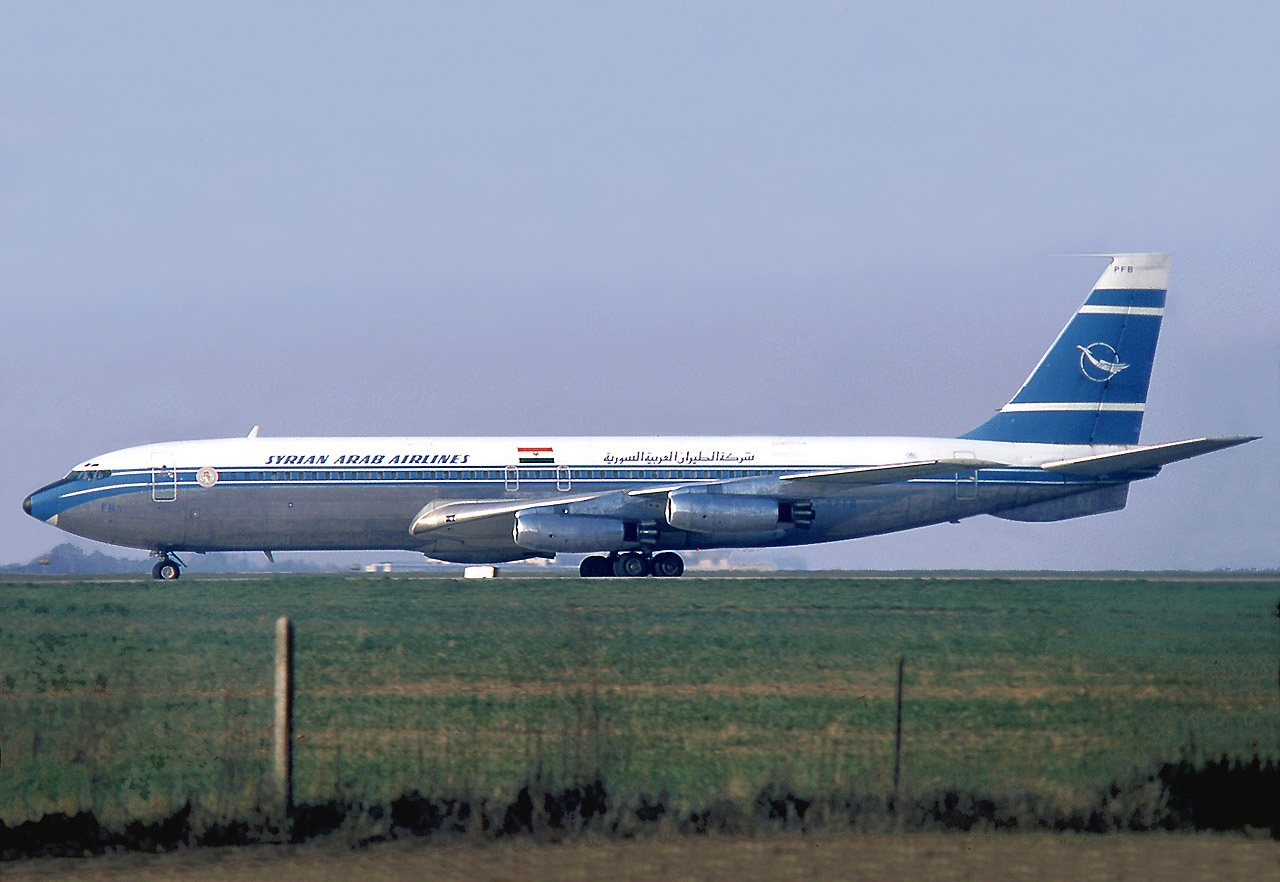
Boeing 707-400
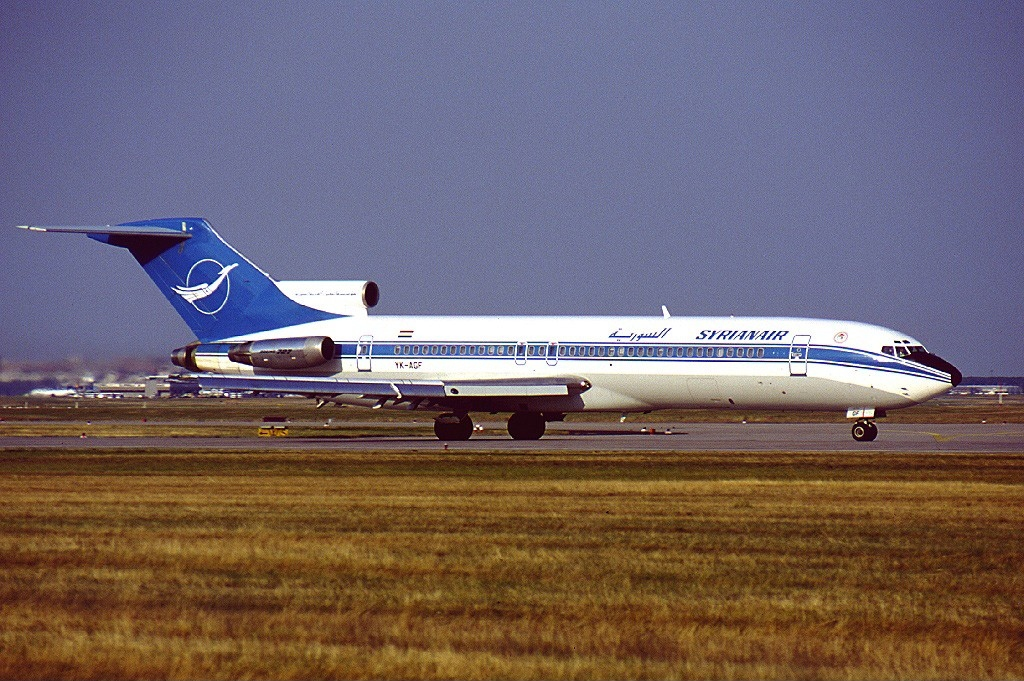
Boeing 727-269-Adv, de Syrian Air

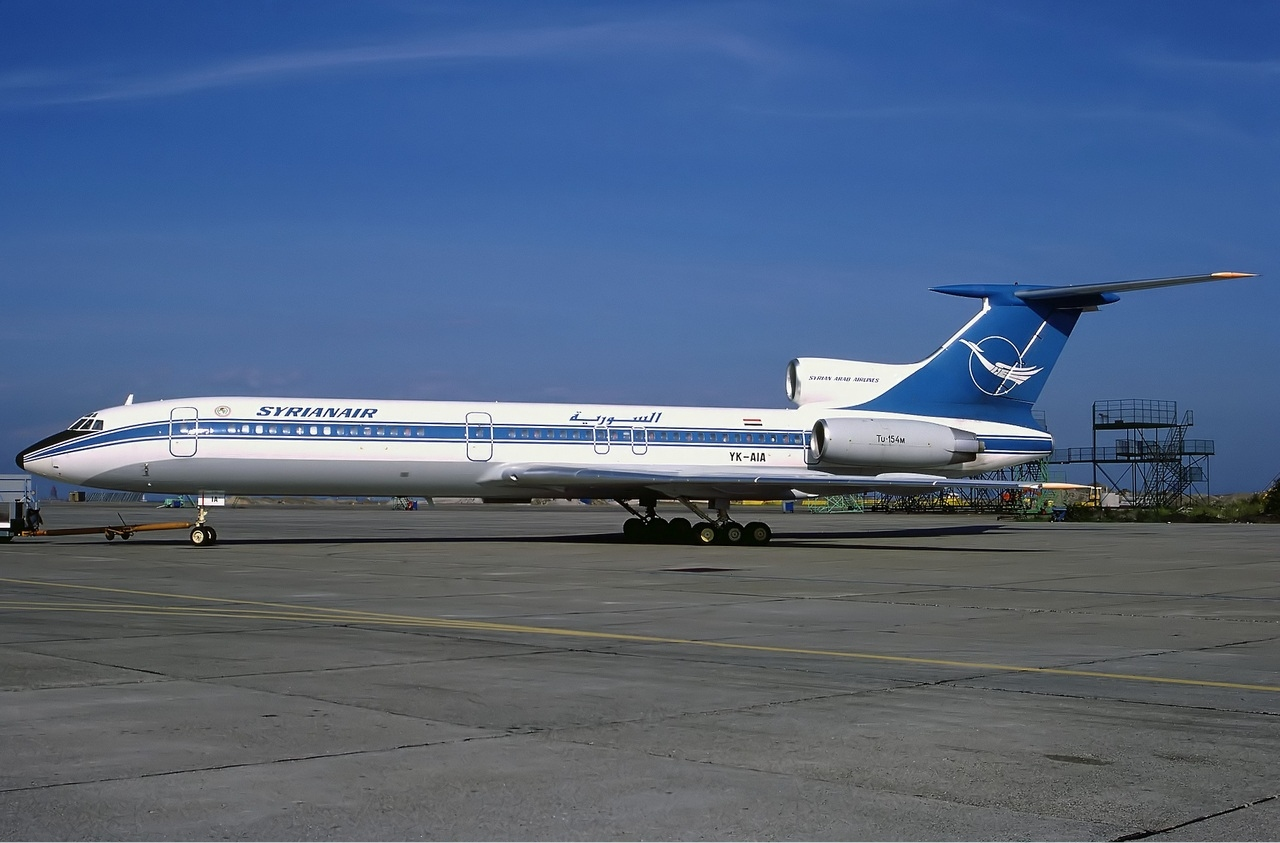
Tupolev Tu-154M

Dans les années 1970, en raison des liens politiques plus étroits entre la Syrie et l'Union soviétique, Syrianair acquiert des avions soviétiques, dont un Antonov An-26, Iliouchine Il-76 et un Yakovlev Yak-40 dans les années 1970, puis un  Tupolev Tu-134B-3 et un Tupolev Tu-154 M dans les années 1980.
Un service commun avec Royal Jordanian à New York est ouvert en juillet 1978.
Lorsque les États-Unis ont imposé des sanctions à la Syrie, les liaisons ont été interrompues jusqu'en octobre 1998, lorsque des Airbus A320-200 furent achetés.

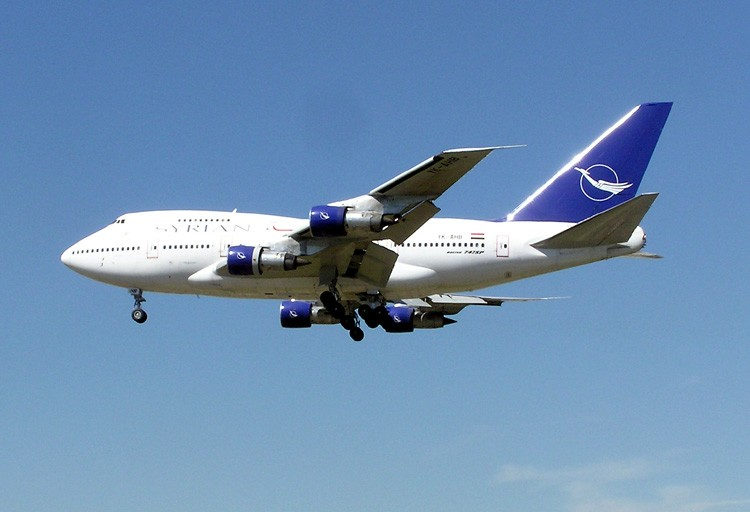
Boeing 747SP de la compagnie Syrian Arab Airlines

En août 2006, Syrianair est en négociations pour acheter trois Iliouchine Il-96-400 (avions long-courriers) et de quatre Tupolev Tu-204 (avions moyen-courriers),.

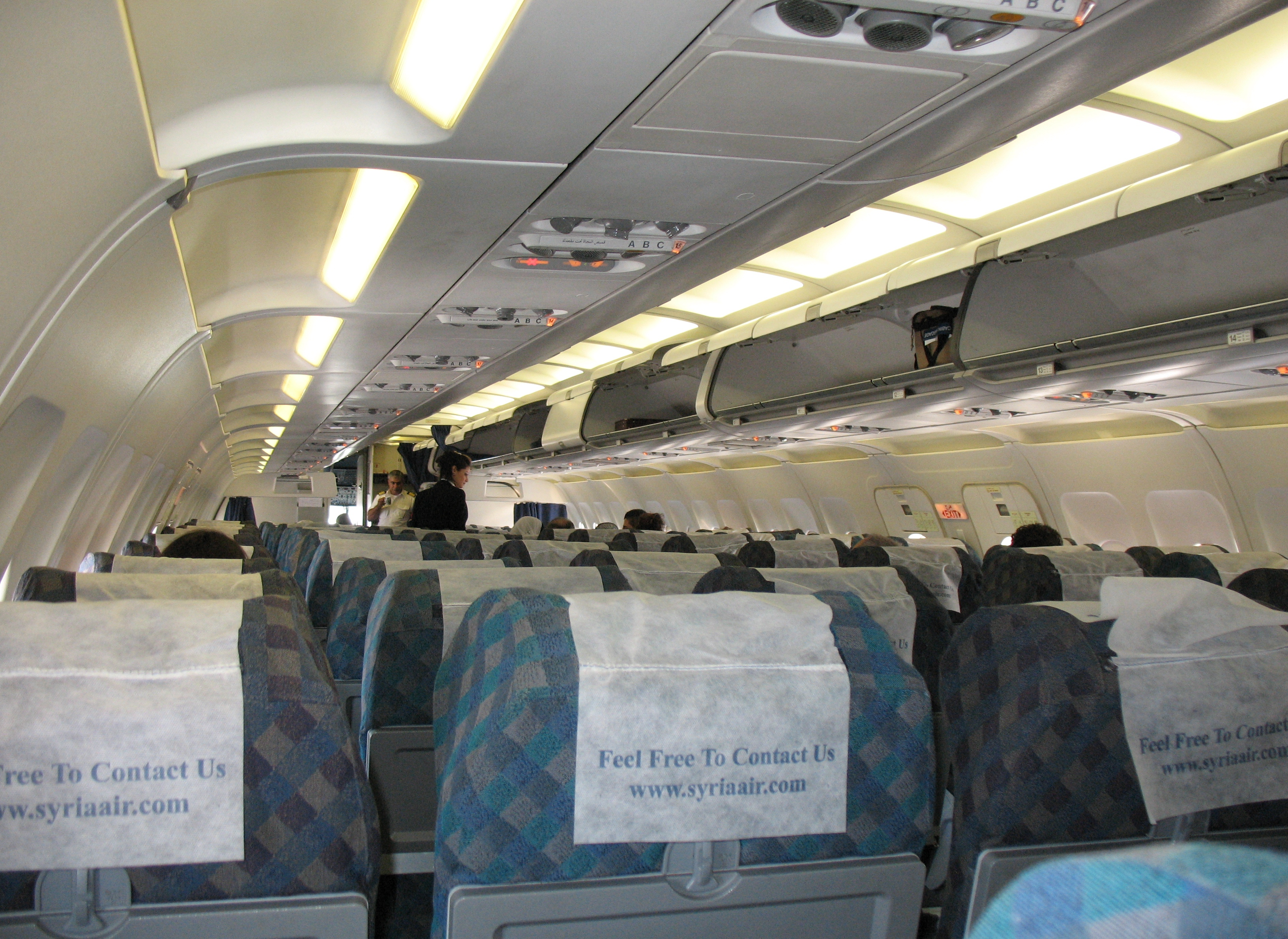
Cabine d'un Airbus A320

En octobre 2008, la compagnie a conservé l'usage de l'un de ses deux anciens Boeing 747SPs pour les vols à destination de Dubaï, mais cet appareil doit avoir rejoint son frère à l'aéroport de Damas en zone de stockage.

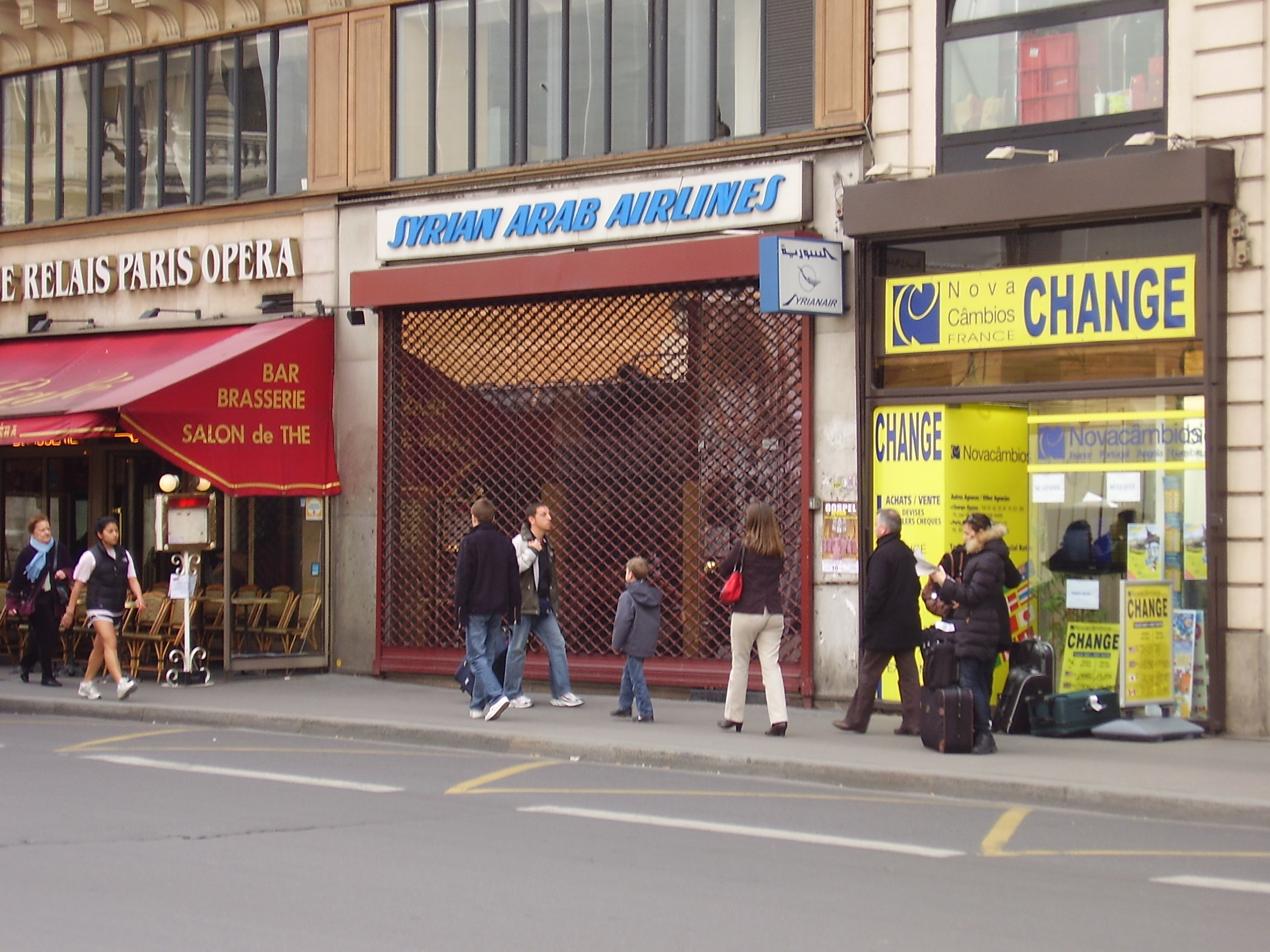
Bureau de Syrian Arab Airlines au 1 rue Auber, Paris 9e

En 2008, des négociations ont lieu avec Airbus pour renouveler la flotte syrienne avec une cinquantaine de commandes en prévision d'ici 2028, mais les négociations sont gelées à cause de l'embargo sur les produits manufacturés aux États-Unis, qui requiert une dérogation pour vendre à la Syrie tout produit ayant plus de 10 % de composants produits aux États-Unis. Pour les mêmes raisons, ils ont été dans l'incapacité de négocier avec les constructeurs Embraer et Bombardier. En 2010, l'état syrien négocie avec les russes Tupolev pour acheter six Tu-204.
Le 16 octobre 2012, à la suite de sanctions causées par la guerre civile syrienne, elle a été interdite dans tous les aéroports de l’Union européenne.
En 2017, la compagnie fait l'acquisition d'un Airbus A340-300 malgré les sanctions.
La compagnie aérienne est entièrement détenue par le gouvernement syrien et emploie 5 325 collaborateurs.
Sami Khiyami, actuel[Quand ?] ambassadeur syrien à Londres est un ancien haut responsable de la compagnie aérienne.

## Destinations
La quasi-totalité des vols internationaux de la compagnie se font à partir de la capitale, Damas.
De Damas :
Bahraïn - Alger - Beyrouth - Le Caire - Jeddah - Kameshli  - Koweït - Lattaquié - Dammam - Riyad - Doha - Abou Dhabi - Dubai - Sharjah - Khartoum - Moscou -  Téhéran -
D'Alep :
Damas
De Lattaquié :
Damas - Le Caire- Dubai
De Deir ez-Zor :(nouveau)
Damas - Koweït
De Kameshli :
Damas

## Flotte

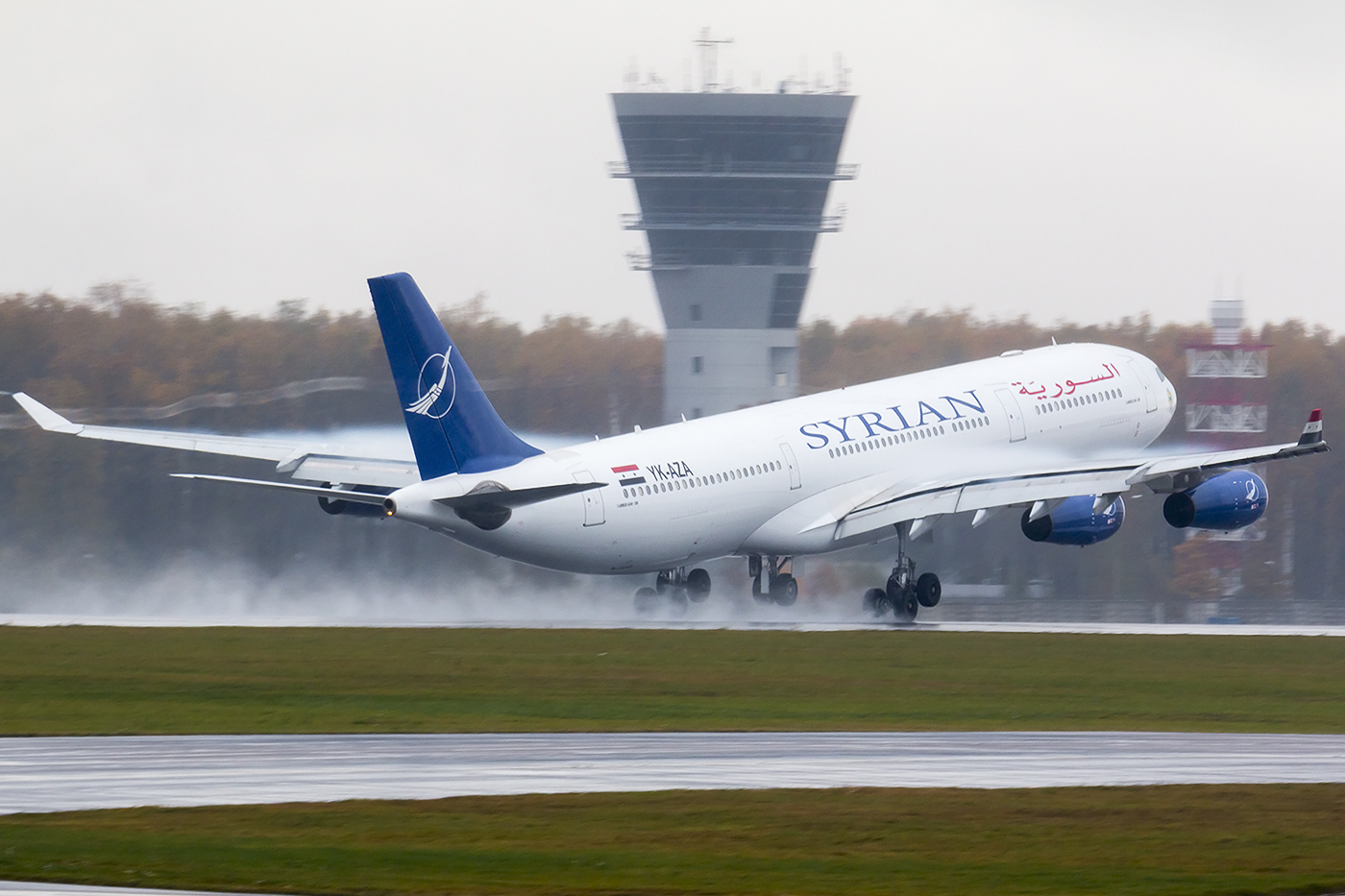
Airbus A340-300 de Syrian Airlines

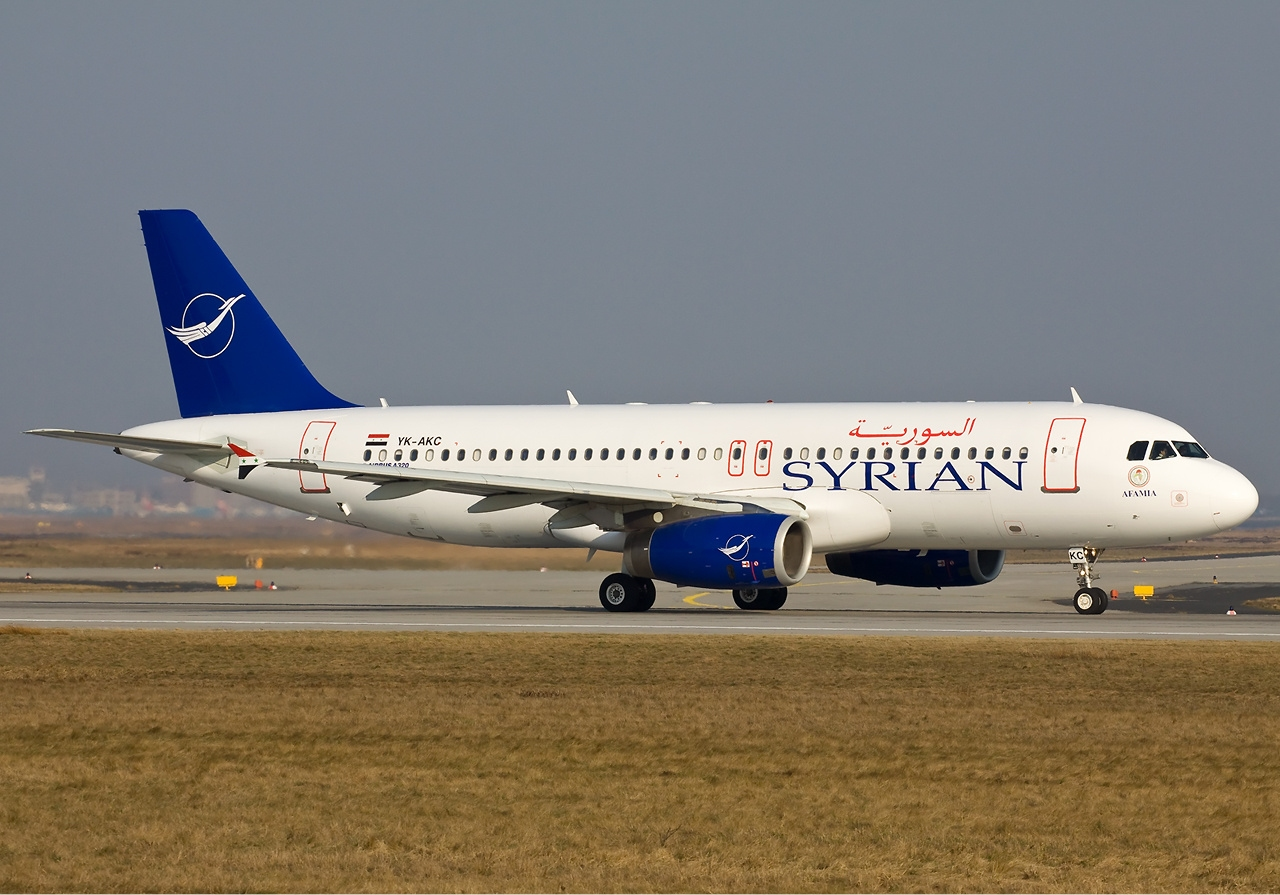
Airbus A320-200

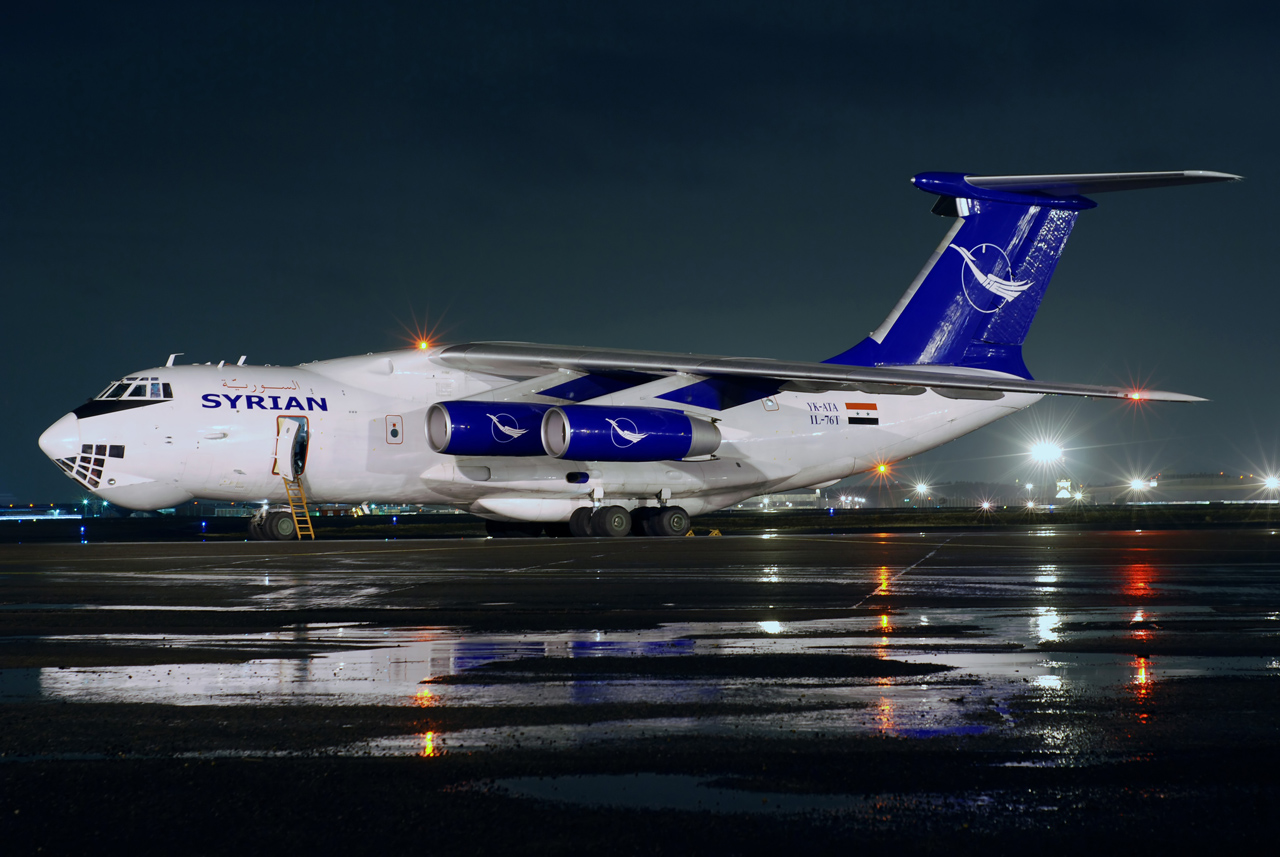
Iliouchine Il-76

### Flotte en service
En janvier 2023, la compagnie exploite les appareils suivants, :
| Avions          | En service | Commandes | Passagers | Passagers | Passagers | Notes                                                          |
| Avions          | En service | Commandes | C         | Y         | Total     | Notes                                                          |
| --------------- | ---------- | --------- | --------- | --------- | --------- | -------------------------------------------------------------- |
| Airbus A320-200 | 8          | —         | 16        | 130       | 156       | YK-AKA, YK-AKB, YK-AKC, YK-AKD, YK-AKE, YK-AKF, YK-AKG, YK-AKH |
| Airbus A340-300 | 2          | —         | 20        | 223       | 243       | YK-AZA, YK-AZB                                                 |
| ATR 72-500      | 2          | —         |           | 66        | 66        | YK-AVA, YK-AVB                                                 |
| Total           | 12         | —         |           |           |           |                                                                |

### Flotte gouvernementale et VIP
La compagnie aérienne exploite des Dassault Falcon 20 et Tupolev Tu-134 pour les charters VIP du gouvernement, ainsi que des avions cargo militaires Iliouchine Il-76, tous peints dans la livrée de Syrian Air.
| Avions              | En service | Commandes | Passagers | Passagers | Passagers | Notes                                          |
| Avions              | En service | Commandes | C         | Y         | Total     | Notes                                          |
| ------------------- | ---------- | --------- | --------- | --------- | --------- | ---------------------------------------------- |
| Dassault Falcon 20  | 2          | —         | 14        | —         | 14        | Variant Mystère 20F                            |
| Dassault Falcon 900 | 1          | —         | 19        | —         | 19        | YK-ASC registration                            |
| Iliouchine Il-76    | 4          | —         | Cargo     | Cargo     | Cargo     | Immatriculation YK-ATA, YK-ATB, YK-ATF, YK-ATG |
| Tupolev Tu-134      | 3          | —         | —         | 80        | 80        | Immatriculation YK-AYB, YK-AYE, YK-AYF         |
| Total               | 10         | —         |           |           |           |                                                |

### Flotte retirée
- Antonov An-26
- Boeing 707
- Boeing 727
- Boeing 747
- Caravelle
- Douglas DC-3
- Douglas DC-4
- Douglas DC-6
- Iliouchine Il-76
- Tupolev Tu-134
- Tupolev Tu-154
- Yakovlev Yak-40